# Fresno del Camino
Fresno del Camino est une localité du municipio (municipalité ou canton) de Valverde de la Virgen, dans la province de León, communauté autonome de Castille-et-León, dans le Nord de l'Espagne.
C'est une halte sur le Chemin de Saint-Jacques.

## Culture et patrimoine

### Pèlerinage de Compostelle
Sur le Camino francés du Pèlerinage de Saint-Jacques-de-Compostelle, par la branche du Calzada de los Peregrinos, on vient de la localité de La Virgen del Camino dans le municipio de Valverde de la Virgen.
La prochaine halte est Oncina de la Valdoncina vers le sud-sud-ouest par la suite du Camino Real ; ou bien Valverde de la Virgen, dans le municipio du même nom, si on se dirige au nord vers le Camino Real.

## Sources et références
- (es) Cet article est partiellement ou en totalité issu de l’article de Wikipédia en espagnol intitulé « Fresno del Camino » (voir la liste des auteurs).
- Grégoire, J.-Y. & Laborde-Balen, L. , « Le Chemin de Saint-Jacques en Espagne - De Saint-Jean-Pied-de-Port à Compostelle - Guide pratique du pèlerin », Rando Éditions, mars 2006,  (ISBN 2-84182-224-9)
- « Camino de Santiago St-Jean-Pied-de-Port - Santiago de Compostela », Michelin et Cie, Manufacture Française des Pneumatiques Michelin, Paris, 2009,  (ISBN 978-2-06-714805-5)
- « Le Chemin de Saint-Jacques Carte Routière », Junta de Castilla y León, Editorial